# Psychoda solivaga
Psychoda solivaga är en tvåvingeart som beskrevs av Duckhouse 1971. Psychoda solivaga ingår i släktet Psychoda och familjen fjärilsmyggor. Inga underarter finns listade i Catalogue of Life.